# Limousine
Limousine (/ˈlɪməziːn/ hoặc /lɪməˈziːn/) là một xe sang trọng cỡ lớn với một phân vùng giữa khoang tài xế và khoang của hành khách.

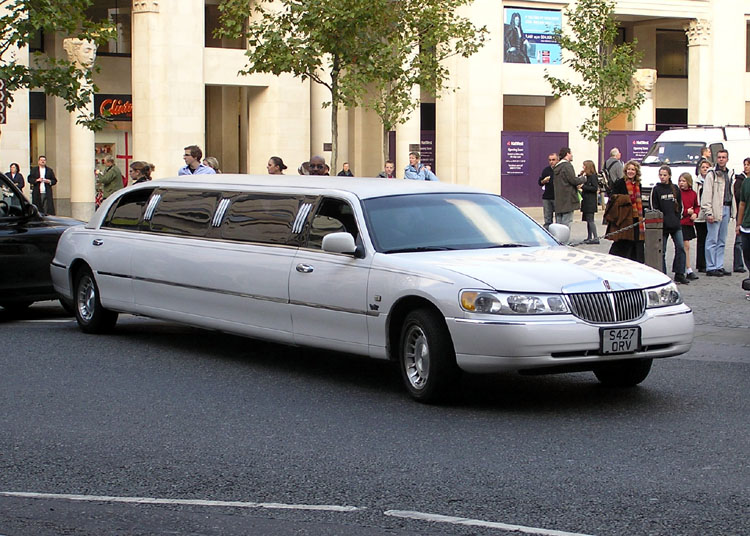
Ảnh chiếc Lincoln Town Car

Một chiếc xe sang trọng với trục chính rất dài (có hơn bốn cửa) được điều khiển bởi một người lái xe chuyên nghiệp được gọi là một limousine kéo dài.
Ở một số quốc gia như Hoa Kỳ, Đức hoặc Canada, "dịch vụ xe limousine" là một chiếc xe thuê được đặt trước với tài xế, bất kể loại phương tiện nào. Nó cũng mô tả một chiếc xe lớn để vận chuyển hành khách đến và đi từ sân bay.
Ở các nước nói tiếng Đức, Limousine chỉ đơn giản là một chiếc xe sedan cỡ lớn, trong khi một chiếc xe có trục chính dài được gọi là Stretch-Limousine.

## Từ nguyên

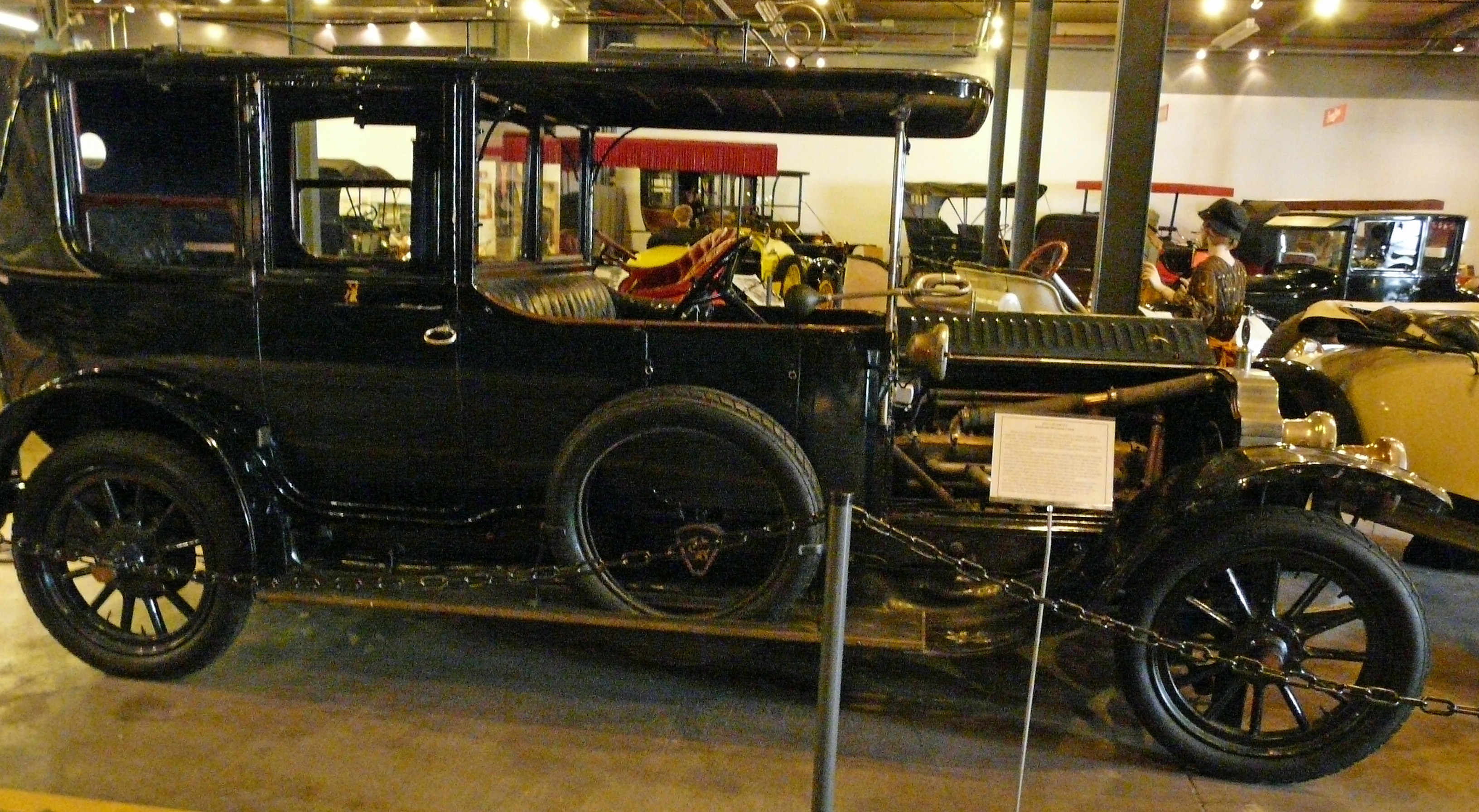
Loại mui xe hoặc mui xe được mô tả là limosine (1912 Vauxhall)

Từ limousine có nguồn gốc từ tên của vùng Limousin của Pháp. Một loại đặc biệt của mui xe hoặc mái nhà về mặt vật lý giống như mui xe được nâng lên của áo choàng được các mục đồng ở đó mặc.
Một từ nguyên thay thế có tài xế mặc áo choàng kiểu Limousin trong khoang lái xe mở, để bảo vệ không bị ảnh hưởng do thời tiết.
Tên này sau đó đã được mở rộng cho loại xe đặc biệt này với một khung che trên đầu tài xế. Loại ô tô cũ này có một khoang hành khách kèm theo có sức chứa từ ba đến năm người, chỉ có một khung che mái về phía trước khu vực của tài xế mở ở phía trước.